# Altmelon
Altmelon es un municipio del distrito de Zwettl, en el estado de Baja Austria, Austria.